# 佩特里利夫
48°58′54″N 25°0′4″E / 48.98167°N 25.00111°E
佩特里利夫（烏克蘭語：Петрилів），是烏克蘭西部的村莊，隸屬伊萬諾-弗蘭科夫斯克州的伊萬諾-弗蘭科夫斯克區。該村始建於1378年，面積14.5平方公里，2001年人口990，人口密度每平方公里68.4人。